# Euphorbia namuskluftensis
Euphorbia namuskluftensis är en törelväxtart som beskrevs av Leslie Larry Charles Leach. Euphorbia namuskluftensis ingår i släktet törlar, och familjen törelväxter. IUCN kategoriserar arten globalt som sårbar.
Artens utbredningsområde är Namibia. Inga underarter finns listade i Catalogue of Life.